# Comitatul Viljandi
Viljandi este unul din cele 15 comitate din Estonia. Reședința sa este orașul omonim, Viljandi.

## Galerie de imagini

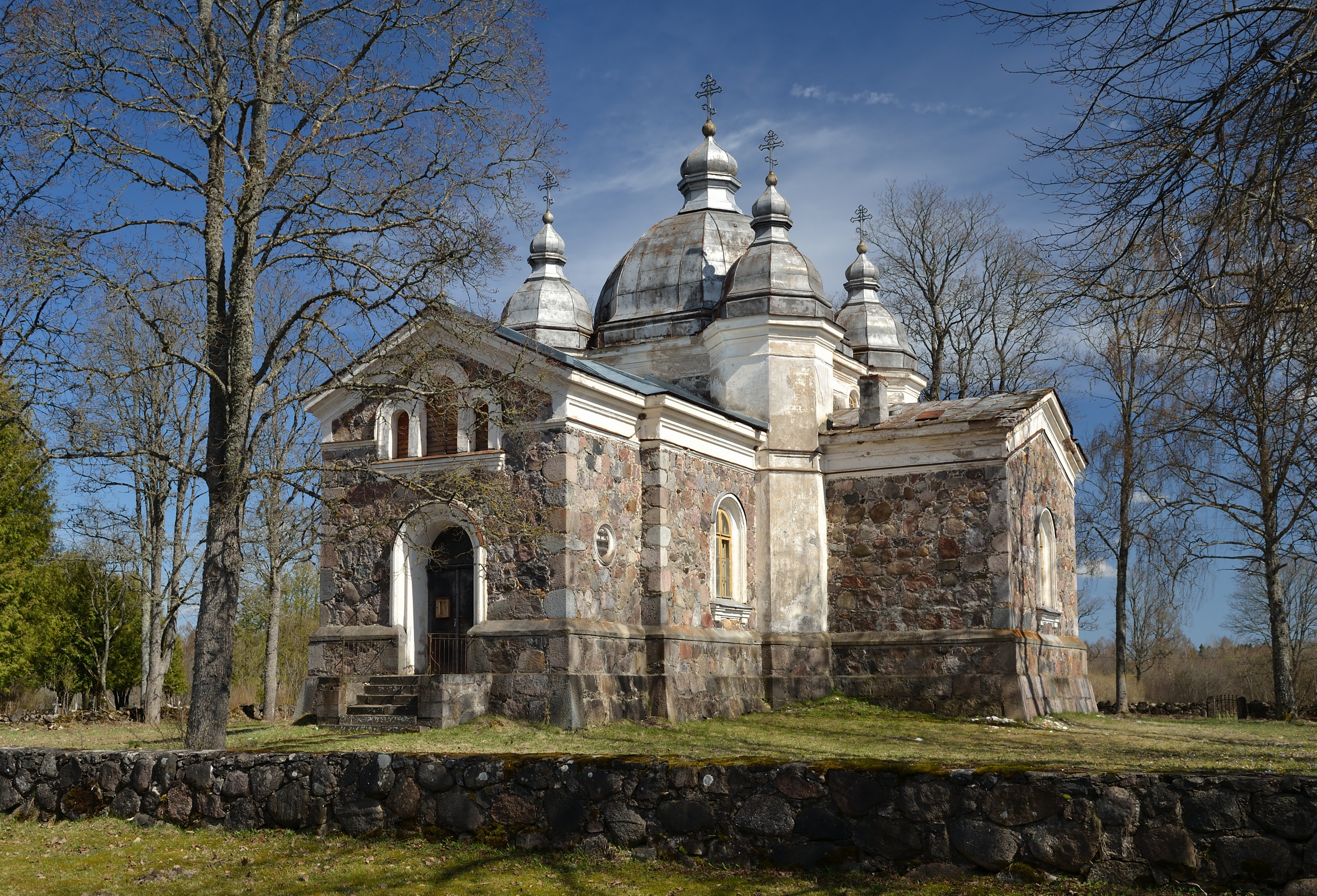
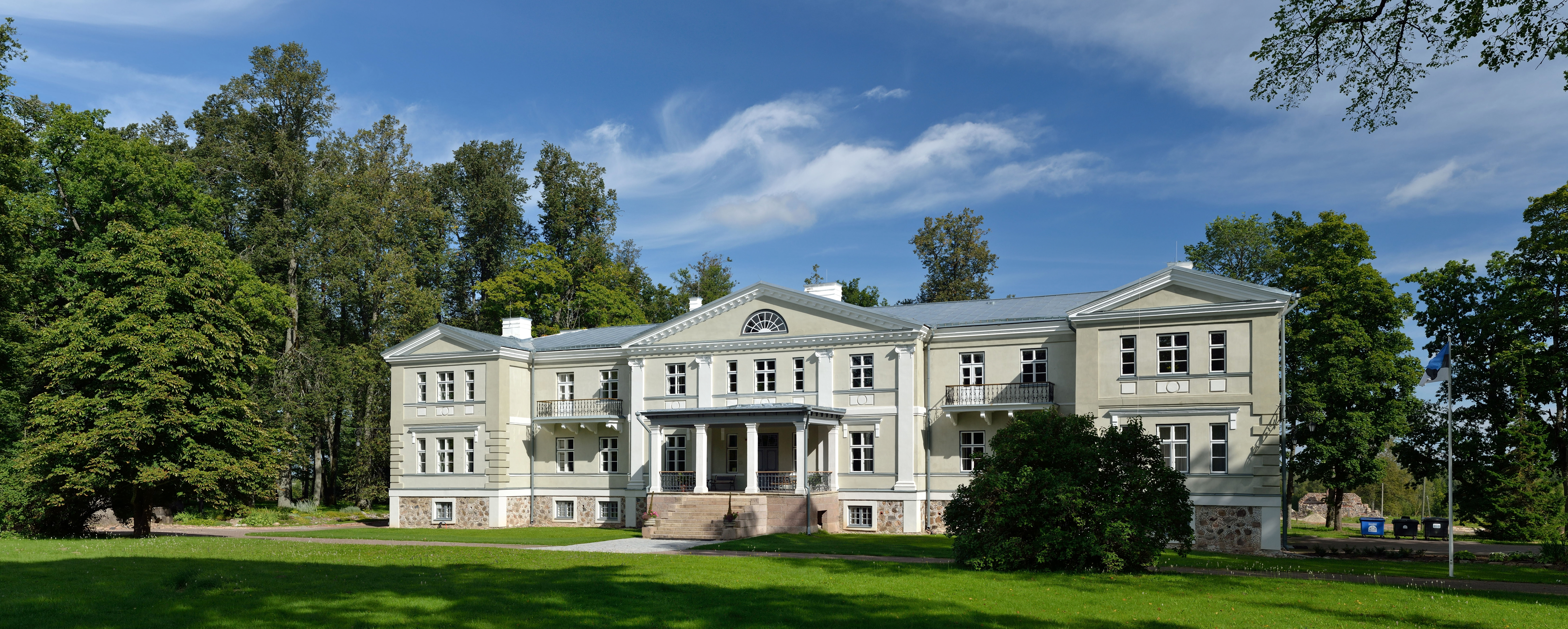
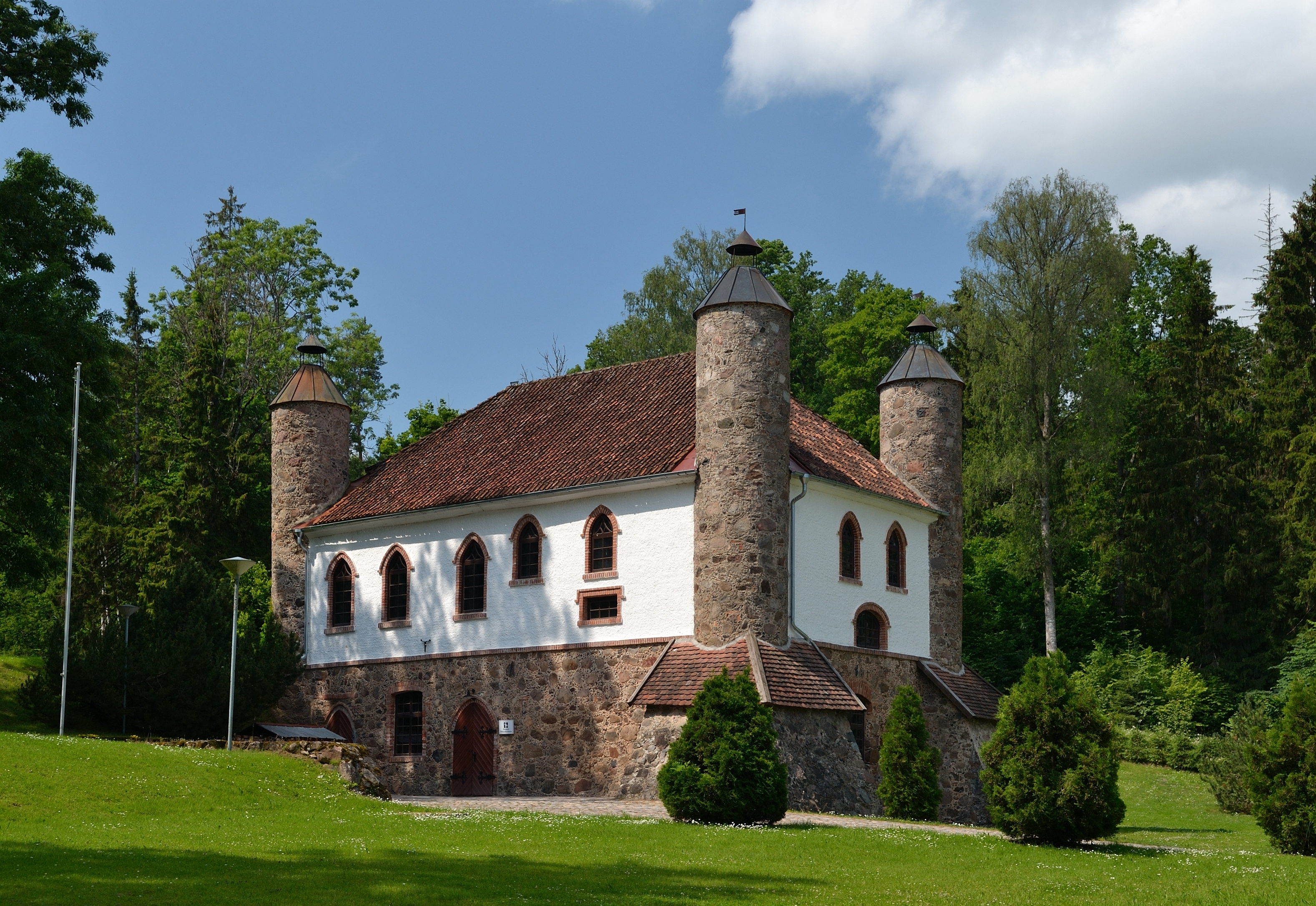
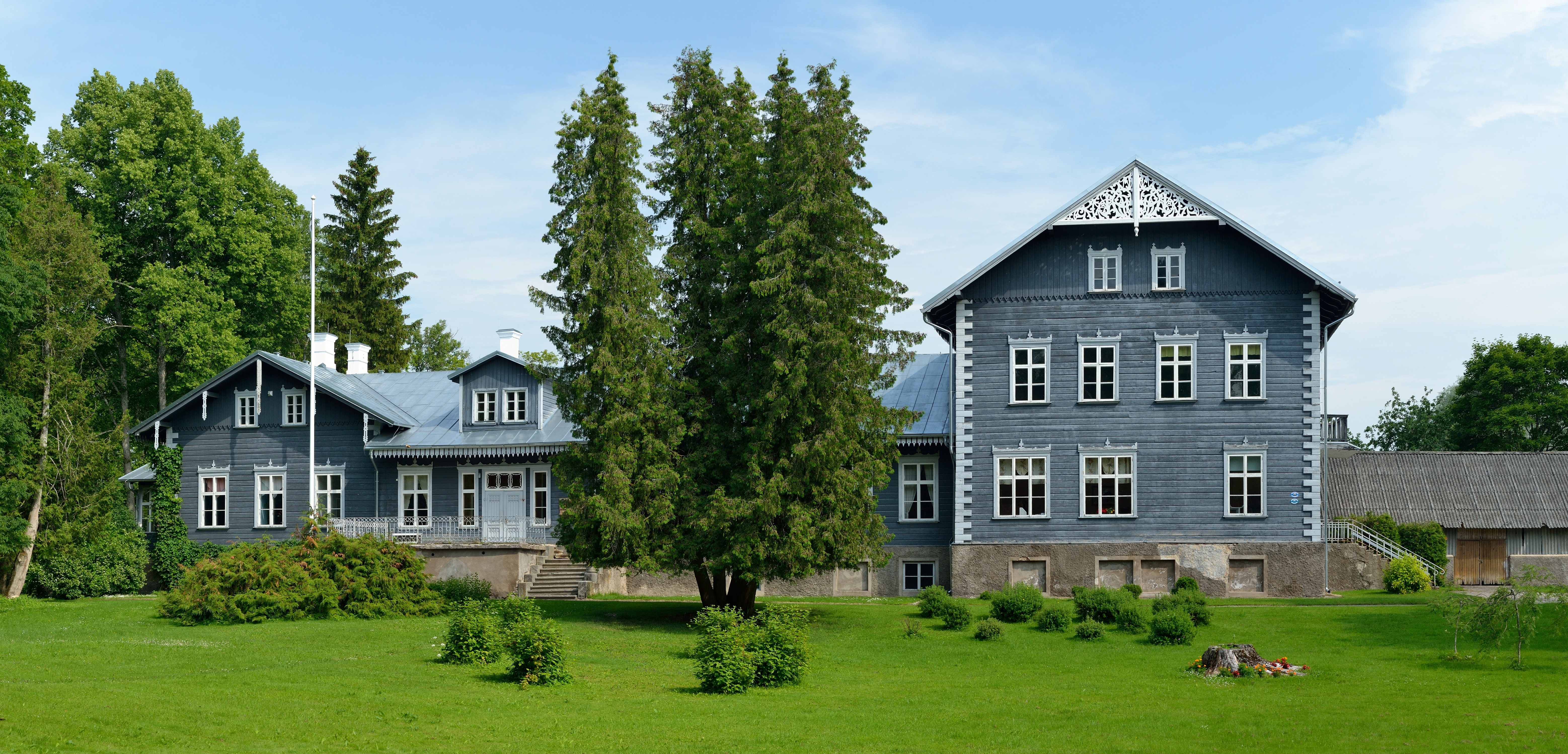
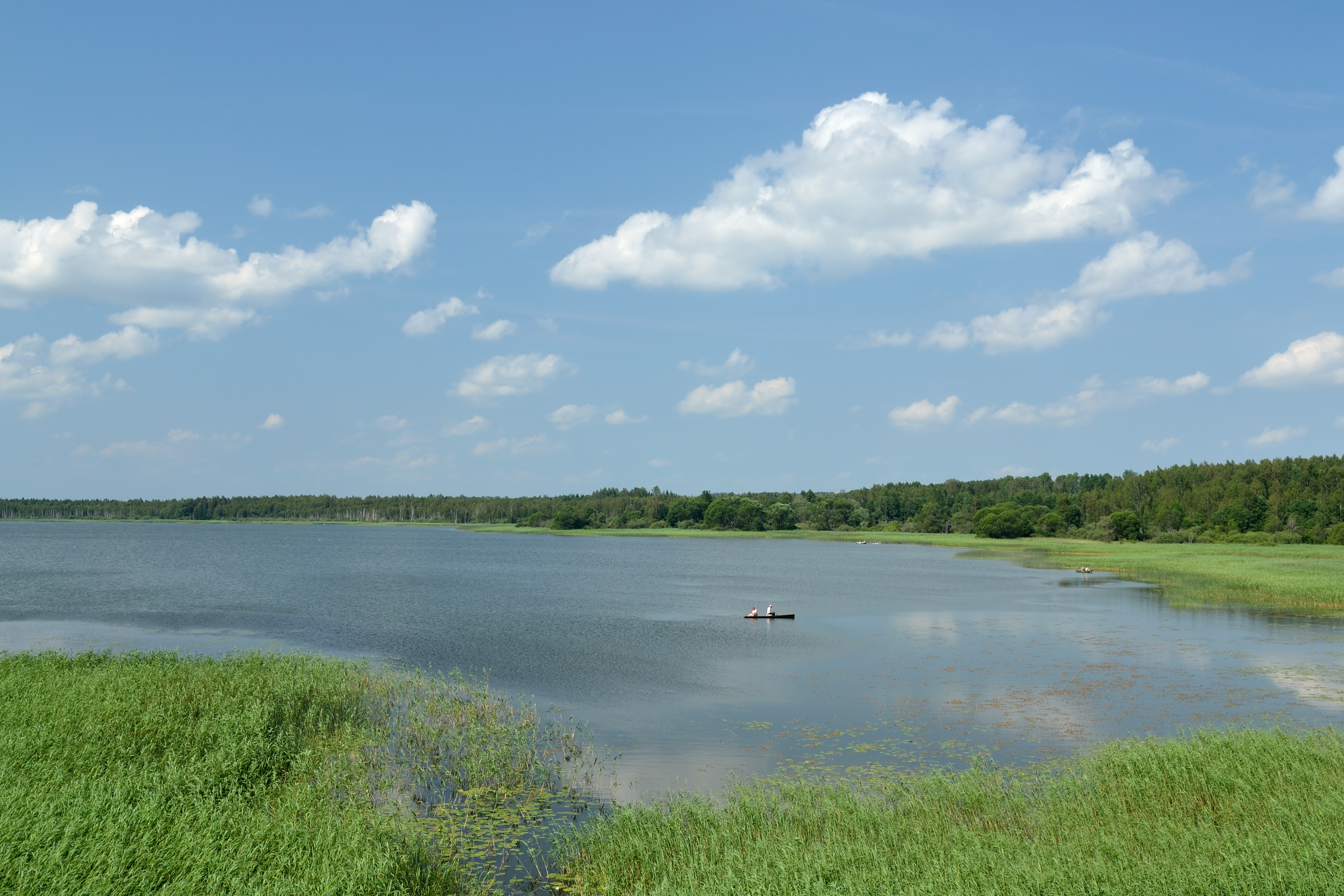

## Orașe
- Mõisaküla
- Suure-Jaani
- Viljandi
- Võhma

## Comune
- Abja
- Halliste
- Karksi
- Kolga-Jaani
- Kõo
- Kõpu
- Olustvere
- Paistu
- Pärsti
- Saarepeedi
- Tarvastu
- Vastemõisa
- Viiratsi